# Dahlia Duhaney
Dahlia Duhaney, née le 20 juillet 1970, est une ancienne athlète jamaicaine qui pratiquait le sprint.
Elle a connu ses principaux résultats au début des années 1990, devenant championne du monde avec le relais 4 × 100 m de la Jamaïque aux championnats du monde de 1991.

## Palmarès

### Jeux olympiques d'été
- Jeux olympiques d'été de 1992 à Barcelone ( Espagne)
  - abandon en finale du relais 4 × 100 m

### Championnats du monde d'athlétisme
- Championnats du monde d'athlétisme de 1991 à Tokyo ( Japon)
  -  Médaille d'or en relais 4 × 100 m
- Championnats du monde d'athlétisme de 1995 à Göteborg ( Suède)
  -  Médaille d'argent en relais 4 × 100 m

### Jeux du Commonwealth
- Jeux du Commonwealth de 1994 à Victoria ( Canada)
  - 5e sur 100 m
  - 6e sur 200 m
  - 4e en relais 4 × 100 m

### Jeux panaméricains
- Jeux Panaméricains de 1991 à La Havane ( Cuba)
  - 4e sur 100 m
  - 6e sur 200 m
  -  Médaille d'or en relais 4 × 100 m
- Jeux Panaméricains de 1995 à Mar del Plata ( Argentine)
  -  Médaille d'argent sur 200 m

### Universiades
- Universiade d'été 1993 à Buffalo ( États-Unis)
  -  Médaille d'or sur 100 m
  -  Médaille d'argent sur 200 m